# Pozo del Tigre, Argentina
Pozo del Tigre är en ort i Argentina.   Den ligger i provinsen Formosa, i den norra delen av landet, 1 100 km norr om huvudstaden Buenos Aires. Pozo del Tigre ligger 127 meter över havet och antalet invånare är 3 948.
Terrängen runt Pozo del Tigre är mycket platt. Runt Pozo del Tigre är det mycket glesbefolkat, med 2 invånare per kvadratkilometer..
I omgivningarna runt Pozo del Tigre växer i huvudsak lövfällande lövskog.